# Orehek pri Materiji
Orehek pri Materiji je naselje v Občini Hrpelje  - Kozina.